# Musée industriel et technologique Birla
Le Musée industriel et technologique Birla (Birla Industrial & Technological Museum, BITM), est un musée sous l'autorité du Conseil national des musées scientifiques (NCSM), du Ministère de la culture indien, et situé Gurusaday Road, à Calcutta.

## Histoire
Le premier musée scientifique en Inde a été fondé par l'industriel Ghanshyam Das Birla (en) au Birla Institute of Technology and Science de Pilani dans une salle de 185 m2 du Tower Building. Le musée montre principalement les industries et les entreprises des Birla. Le musée a été ouvert au public en 1954. Dix ans plus tard, le musée est transféré dans l'édifice actuel.
Le deuxième musée scientifique a été initié par KS Krishnan, physicien et alors directeur du National Physical Laboratory (NPL), il a été inspiré et encouragé par le premier ministre de l'Inde Jawaharlal Nehru. R Subramanian est nommé pour développer le projet de musée scientifique et le planétarium du NPL en 1956. Le musée scientifique de 555 m2 à Delhi est ouvert au public en 1956, mais il a été fermé par l'autorité compétente, au bout de quelques années, bien qu'il ait été apprécié par les visiteurs.
Bidhan Chandra Roy, alors Ministre en Chef du Bengale-Occidental et médecin, a été impressionné de voir le Deutsches Museum de Munich. Il pensait à mettre en place un musée des sciences et un planétarium à Calcutta. Roy a demandé l'aide de GD Birla. Birla a fait don de sa maison d'habitation au premier ministre de l'Inde, Jawaharlal Nehru. Les trois étages du bâtiment de style Victorien, avec cinq bighas du terrain de "Birla Park", où ils avaient vécu pendant trente-cinq ans.

## Anciens directeurs
- Amalendu Bose, 1959 – 1965 et 1971 – 1974
- Saroj Ghose, 1965 – 1971 et 1974 – 1979
- Samar Bagchi, 1979-1991
- Samaresh Goswamy, 1991-2004
- Jayanta Sthanapati, 2004-2008
- Sk. Emdadul Islam, depuis 2008.

## Galeries existantes
- Biotechnologie

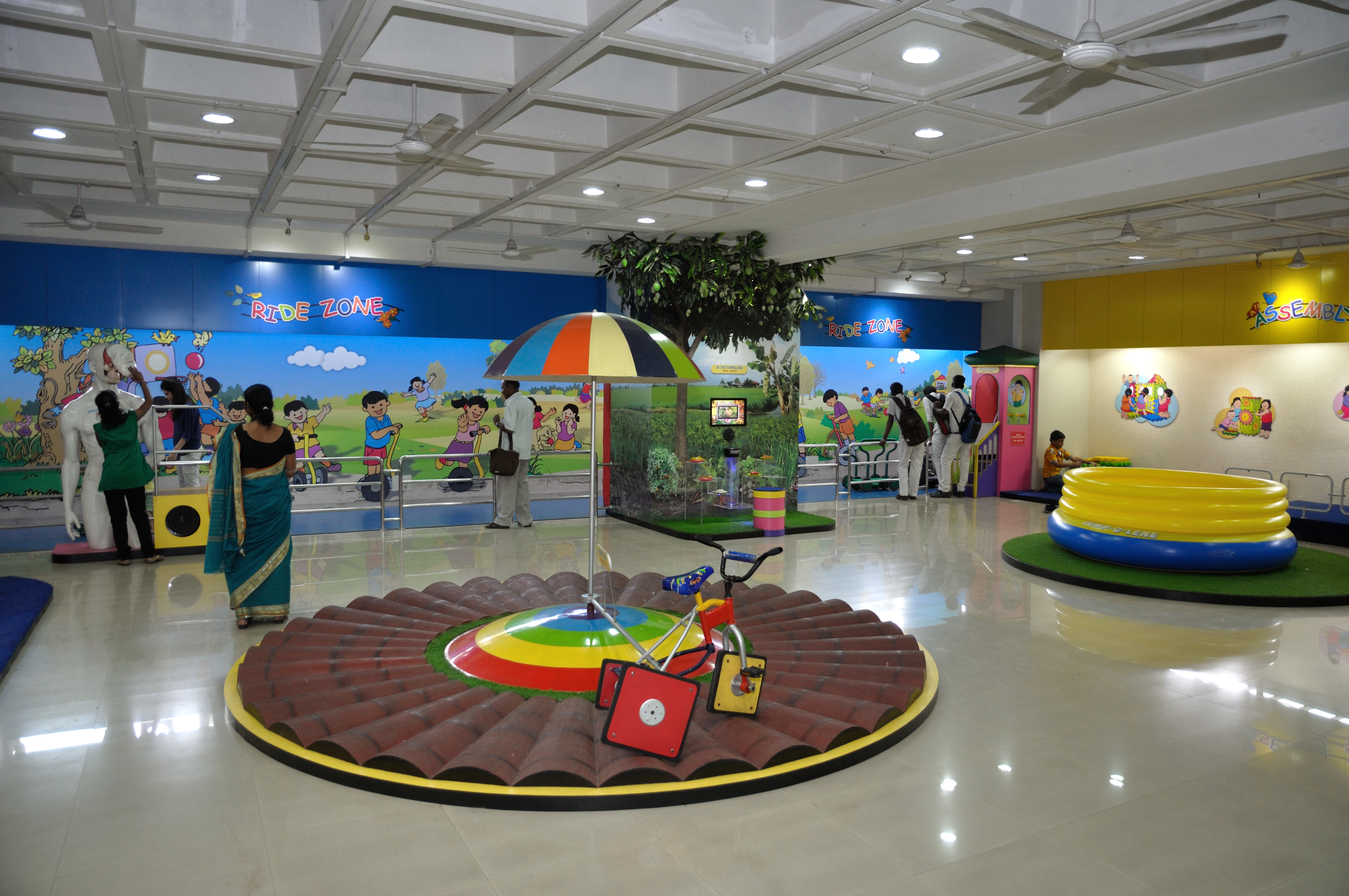
La Galerie des enfants (avril 2013)

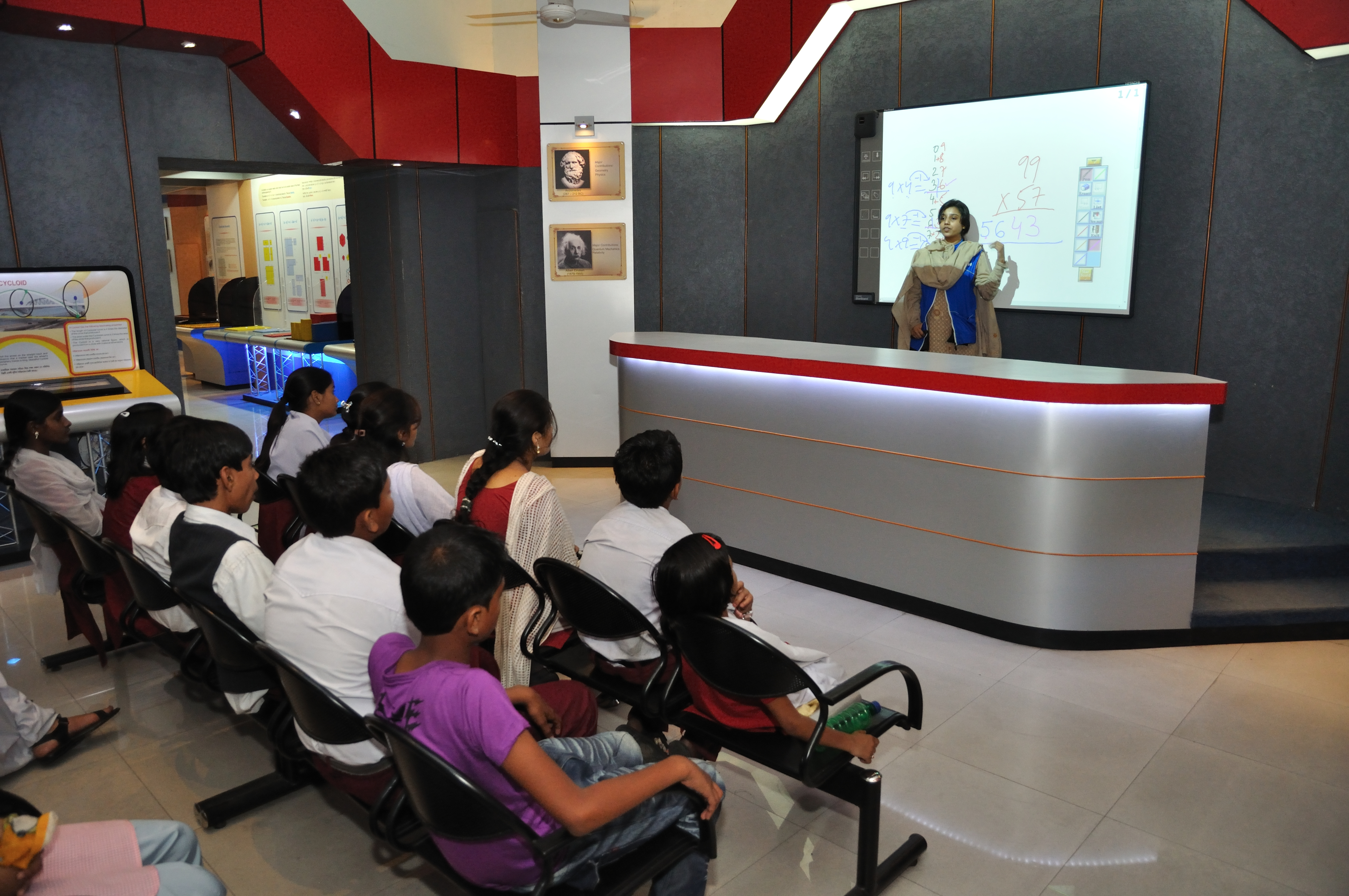
La Galerie des mathématiques (mars 2011)

- Galerie des enfants. Inauguré le 14 novembre 2012
- Électricité
- Physique fascinante
- Sciences de la vie
- Mathématiques
- Métaux
- Maquette de la mine de charbon
- Force motrice
- Science populaire
- Télévision
- Transports

## Activités régulières
- Film en 3D show, " Le Monde perdu[3]'
- Spectacle sur la mine de charbon de montrer
- Spectacles scientifique sur « Magie et Miracle », « Réactions chimiques surprenantes », « Corps super cools », « Plaisir de la Science » et « Conte du Feu ».
- Observation du ciel
- Taramandal (planétarium portable gonflable)

## Unités satellites
- Centre scientifique Bardhaman, à Babur Bagh. Inauguré le 9 janvier 1994, il occupe une surface de 952,7 m2.
- Centre scientifique Digha et Camp scientifique national, à New Digha. Inauguré le 31 août 1997, il occupe une surface de 2 589 m2.
- Centre scientifique Dhenkanal, à Odisha. Inauguré le 5 juin 1995, il occupe une surface de 1 147 m2.
- Centre scientifique du District, à Purulia. Inauguré le 15 décembre 1982, il occupe une surface de 1 637,40 m2.
- Parc scientifique Kapilas, à Dhenkanal. Inauguré le 5 juin 1995, il occupe une surface de 4,8 hectares
- Centre scientifique du Nord Bengale, Matigara. Inauguré le 17 août 1997, il occupe une surface de 1 875 m2.
- Centre scientifique régional, à Bhubaneswar. Inauguré le 18 septembre 1989, il occupe une surface de 3 819 m2.
- Centre scientifique Srikrishna, à Patna. Inauguré le 14 avril 1978, il occupe une surface de 3 523 m2.